# Cliona celata
Espèce
L'éponge clione  (Cliona celata Grant, 1826, ou « boring sponges » pour les anglophones), est une espèce d'éponge de la famille des Clionaidae, qui fait partie de la classe très ancienne des démosponges (Demospongiae).

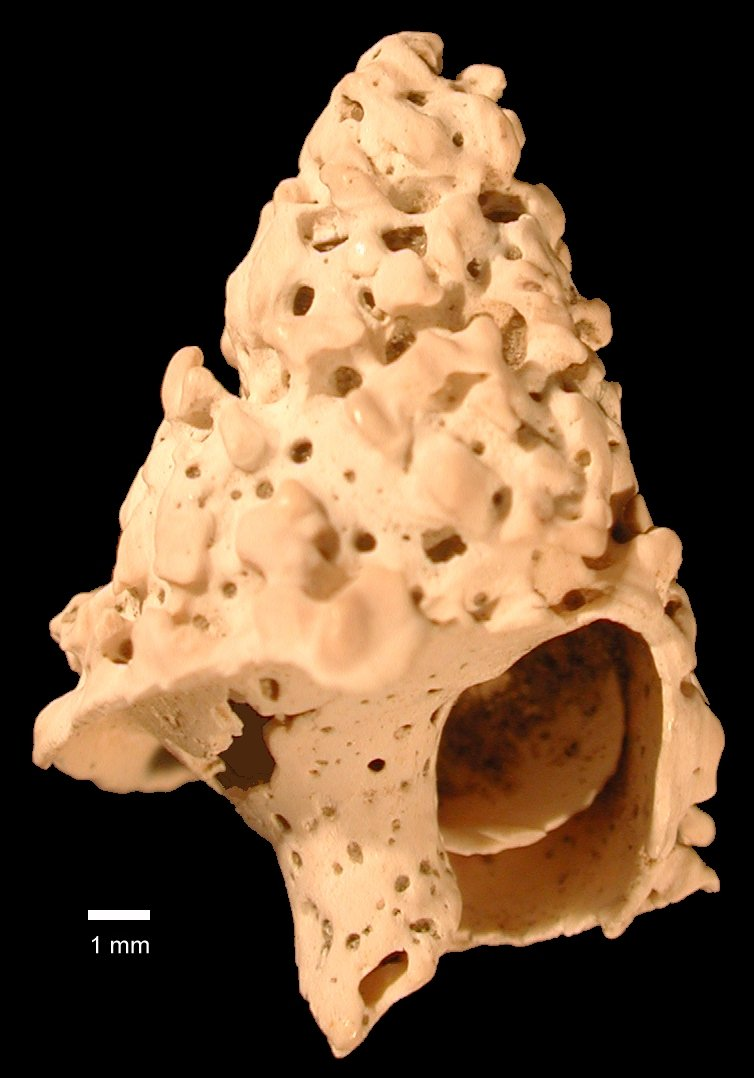
Coquille de nasse réticulée (Nassarius reticulatus) percée par Cliona celata.

Les espèces de ce genre partage avec un seul autre genre une compétence particulière : elles sont capables de forer (par une double action mécanique et de dissolution chimique) le carbonate de calcium des coraux, roches calcaires ou de coquilles de mollusques qu'elles colonisent.

## Habitat, répartition
C'est une espèce ubiquiste, discrète, mais relativement commune qu'on peut trouver dans le monde entier.

Ces éponges sont notamment communes dans le sud de Nouvelle-Angleterre et Narragansett Bay. Mais on les trouve aussi dans le Bahamas, et dans l'ouest de l'océan Atlantique.
Cette espèce apprécie les lagunes ou les structures récifales.

Elle peut croître à l'intérieur de coquilles de mollusques morts dans un réseau de chambres interreliées par de courtes galeries, que la colonie étend au fur et à mesure de sa croissance.

## Bioérosion
À cause de sa capacité à forer les carbonates de calcium, et en tant qu'éponge pouvant parasiter les huîtres élevées à des fins commerciales, et susceptibles de percer le substrat et la coquille d'autres mollusques, cette espèce a été très étudiée.
Elle peut creuser des trous ronds d'environ 5 cm de diamètre dans le substrat ou dans certaines coquilles[réf. nécessaire]. La sécrétion d'acides organiques (et/ou d'enzymes spécifiques ?) qui lui permet d'ainsi se développer se fait au niveau cellulaire ; à l'interface entre la cellule et le substrat, au fur et à mesure que la cellule grandit (Cotte, 1902; Nassonow, 1883, 1924; Warburton, 1958; Rützler & Rieger, 1973; Cobb, 1969, 1971, 1975 cités par).

Chaque cellule foreuse, au moyen d'un agent chimique dissout le substrat devant elle, formant un tunnel qui correspond à la taille et la forme de son contour. L'incision du matériau est plus profonde sur le bord de la cellule. Celle-ci se déplace progressivement vers le bas à partir du tunnel initial, s'enfonce dans le substrat en réduisant son tracé à la manière d'un nœud coulant. Lors de ce déplacement une minuscule pastille de carbonate de calcium (de 40 à 60 µm de diamètre) est ainsi peu à peu isolée, puis libérée. L'éponge élimine ensuite mécaniquement ces pastilles via son système de canal exhalant. Seuls 2 à 3 % du substrat sont vraiment dissous lors de ce processus (Rützler & Rieger, 1973), le reste est éliminé sous forme de minuscules morceaux aux formes caractéristiques.
Dans les années 1970, des études (basées sur l'observation en microscopie optique) ont porté sur la manière dont les cellules actives dans le forage du substrat s'activent dans l'espace (Cobb, 1971). On a pu identifiés (via la microscopie électronique à transmission) le type de cellule dite amoebocyte  ou (etching cell (ce qu'on pourrait traduire par "cellule de gravure") responsable de l'attaque chimique du substrat (Rützler & Rieger, 1973), et on a décrit (grâce au microscope électronique à balayage) la géométrie de la destruction de son substrat par l"éponge (Cobb, 1969, 1971, 1975; Rützler & Rieger, 1973; Pomponi, 1976, 1977, Thèse de doctorat, Université de Miami) 

## Description
Quand elle est vraiment dans un substrat, l'éponge elle-même n'est souvent visible que par sa couleur jaune ou orange qui apparait sur les bords du trou.
Cette éponge peut aussi se développer hors du substrat. Pour les grands exemplaires, elle a souvent l'aspect d'une pierre granuleuse, mais  vivement colorée (Jaune soufre à orange ou rouge-orangé selon les spécimens).

Dans la colonie spongiaire, de petits trous caractéristiques couvrent la surface coloniale pour l'entrée et la sortie de l'eau.

## Écologie, biologie
Cette éponge a un mode de vie colonial.

C'est une espèce encroutante qui se nourrit du plancton en filtrant l'eau de mer ;

Elle contribue à la bioérosion des carbonates de calcium biosynthétisés.

## Reproduction
Elles peuvent à la fois se reproduire sexuellement (avec libération du sperme et d'ovules en pleine eau, la larve planctonique pouvant alors s'attacher à un mollusque tels que les palourdes ou les moules qui sont tués par l'éponge et servent de support à une nouvelle colonie) et/ou par voie végétative (bourgeonnements par mitoses).